# Spiraea hitchcockii
Spiraea hitchcockii är en rosväxtart som beskrevs av William John Hess och N.A. Stoynoff. Spiraea hitchcockii ingår i släktet spireor, och familjen rosväxter. Inga underarter finns listade i Catalogue of Life.